# Trollius
Genre
Trollius est un genre de plantes herbacées de la famille des Ranunculaceae.

## Liste d'espèces
Selon BioLib (3 avril 2019) :
- Trollius albiflorus (A. Gray) Rydb.
- Trollius altaicus C. A. Mey.
- Trollius altissimus Crantz
- Trollius apertus Perfil. ex Igoschina
- Trollius asiaticus L.
- Trollius austrosibiricus Erst & Luferov
- Trollius buddae Schipczinsky
- Trollius chinensis Bunge
- Trollius dschungaricus Regel
- Trollius farreri Stapf
- Trollius ilmenensis Sipliv.
- Trollius japonicus Miq.
- Trollius laxus Salisb.
- Trollius ledebourii Reichenbach
- Trollius lilacinus Bunge
- Trollius macropetalus (Regel) F. Schmidt
- Trollius micranthus Hand.-Mazz.
- Trollius pumilus D. Don
- Trollius ranunculinus (Sm.) Stearn
- Trollius ranunculoides Hemsley
- Trollius riederianus Fisch. & C.A. Mey.
- Trollius taihasenzanensis Masamune
- Trollius vaginatus Hand.-Mazz.
- Trollius yunnanensis (Franchet) Ulbrich
- cultivar Trollius 'Goldquelle'

Selon BioLib (3 avril 2019) :
- Trollius albiflorus (A. Gray) Rydb.
- Trollius altaicus C. A. Mey.
- Trollius altissimus Crantz
- Trollius apertus Perfil. ex Igoschina
- Trollius asiaticus L.
- Trollius austrosibiricus Erst & Luferov
- Trollius buddae Schipczinsky
- Trollius chinensis Bunge
- Trollius dschungaricus Regel
- Trollius farreri Stapf
- Trollius ilmenensis Sipliv.
- Trollius japonicus Miq.
- Trollius laxus Salisb.
- Trollius ledebourii Reichenbach
- Trollius lilacinus Bunge
- Trollius macropetalus (Regel) F. Schmidt
- Trollius micranthus Hand.-Mazz.
- Trollius pumilus D. Don
- Trollius ranunculinus (Sm.) Stearn
- Trollius ranunculoides Hemsley
- Trollius riederianus Fisch. & C.A. Mey.
- Trollius taihasenzanensis Masamune
- Trollius vaginatus Hand.-Mazz.
- Trollius yunnanensis (Franchet) Ulbrich

Selon Catalogue of Life (3 avril 2019) :
- Trollius acaulis Lindl.
- Trollius afghanicus Hedge & Wendelbo
- Trollius akiyamae Toyokuni
- Trollius aldanensis K. A. Volotovskii
- Trollius altaicus C. A. Mey.
- Trollius altissimus Crantz
- Trollius apertus Perfiljev ex Igoshina
- Trollius asiaticus L.
- Trollius buddae Schipcz.
- Trollius chartosepalus Schipczinsky
- Trollius chinensis Bunge
- Trollius chosenensis Ohwi
- Trollius dschungaricus Regel
- Trollius europaeus L.
- Trollius farreri Stapf
- Trollius hondoensis Nakai
- Trollius ilmenensis Siplivinskii
- Trollius ircuticus Siplivinskii
- Trollius japonicus Miq.
- Trollius komarovii Pakhomova
- Trollius kurilensis Siplivinskii
- Trollius laxus Salisb.
- Trollius ledebourii Rchb.
- Trollius lilacinus Bunge
- Trollius macropetalus (Regel) F. Schmidt
- Trollius membranostylis Hultén
- Trollius micranthus Hand.-Mazz.
- Trollius miyabei Siplivinskii
- Trollius pumilus D. Don
- Trollius ranunculinus (Sm.) Stearn
- Trollius ranunculoides Hemsl.
- Trollius rebunensis Kadota
- Trollius riederianus Schipcz.
- Trollius shinanensis Kadota
- Trollius sibiricus Schipczinsky
- Trollius sikkimensis (Brühl) Doroszewska
- Trollius soyaensis Kadota
- Trollius taihasenzanensis Masam.
- Trollius teshioensis Kadota
- Trollius uniflorus Siplivinskii
- Trollius vaginatus Hand.-Mazz.
- Trollius vicarius Siplivinskii
- Trollius vitalii N. V. Stepanov
- Trollius yunnanensis (Franch.) Ulbr.

Selon GRIN (3 avril 2019) :
- Trollius acaulis Lindl.
- Trollius albiflorus (A. Gray) Rydb.
- Trollius altaicus C. A. Mey.
- Trollius asiaticus L.
- Trollius chinensis Bunge
- Trollius europaeus L.
- Trollius laxus Salisb.
- Trollius ledebourii Rchb.
- Trollius pumilus D. Don
- Trollius ranunculinus (Sm.) Stearn
- Trollius yunnanensis (Franch.) Ulbr.
- Trollius spp.

Selon ITIS (3 avril 2019) :
- Trollius albiflorus (A. Gray) Rydb.
- Trollius europaeus L.
- Trollius laxus Salisb.
- Trollius riederianus Fisch. & C.A. Mey.

Selon NCBI (3 avril 2019) :
- Trollius acaulis Lindl.
- Trollius albiflorus (A.Gray) Rydb., 1900
- Trollius altaicus C.A.Mey.
- Trollius asiaticus L.
- Trollius chinensis Bunge
- Trollius dschungaricus Regel
- Trollius europaeus L.
- Trollius farreri Stapf
- Trollius hondoensis Nakai
- Trollius humilis Crantz, 1763
- Trollius japonicus Miq.
- Trollius laxus Salisb.
- Trollius ledebouri i Rchb.
- Trollius lilacinus Bunge
- Trollius macropetalus (Regel) F.Schmidt
- Trollius membranostylis Hulten
- Trollius pulcher Makino
- Trollius pumilus D.Don
- Trollius ranunculinus (Sm.) Stearn
- Trollius ranunculoides Hemsl.
- Trollius riederianus Fisch. & C.A.Mey.
- Trollius sibiricus Schipcz.
- Trollius vaginatus Hand.-Mazz.
- Trollius yunnanensis (Franch.) Ulbr.

Selon The Plant List (3 avril 2019) :
- Trollius acaulis Lindl.
- Trollius albiflorus (A. Gray) Rydb.
- Trollius altaicus C.A. Mey.
- Trollius apertus Perfil. ex Igoschina
- Trollius asiaticus L.
- Trollius buddae Schipcz.
- Trollius chartosepalus Schipcz.
- Trollius chinensis Bunge
- Trollius dschungaricus Regel
- Trollius europaeus L.
- Trollius farreri Stapf
- Trollius hybridus hort.
- Trollius ircuticus Sipliv.
- Trollius japonicus Miq.
- Trollius komarovii Pachom.
- Trollius laxus Salisb.
- Trollius ledebourii Rchb.
- Trollius lilacinus Bunge
- Trollius micranthus Hand.-Mazz.
- Trollius miyabei Sipliv.
- Trollius pumilus D. Don
- Trollius ranunculinus Stearn
- Trollius ranunculoides Hemsl.
- Trollius riederianus Fisch. & C.A. Mey.
- Trollius sajanensis Sipliv.
- Trollius sibiricus Schipcz.
- Trollius taihasenzanensis Masam.
- Trollius vaginatus Hand.-Mazz.
- Trollius yunnanensis (Franch.) Ulbr.

Selon Tropicos (3 avril 2019) (Attention liste brute contenant possiblement des synonymes) :
- Trollius acaulis Lindl.
- Trollius afghanicus Hedge & Wendelbo
- Trollius albiflorus (A. Gray) Rydb.
- Trollius altaicus C.A. Mey.
- Trollius americanus Muhl. ex DC.
- Trollius anemonifolius (Brühl) Stapf
- Trollius apertus Perf. ex Igoschina
- Trollius arieticus L.
- Trollius asiaticus L.
- Trollius bargusinensis Sipliv.
- Trollius boreosibericum Tolm.
- Trollius boreosibiricus Tolm.
- Trollius buddae Schipcz.
- Trollius caucasicus Stevens
- Trollius chartosepalus Schipcz.
- Trollius chinensis Bunge
- Trollius citrinus Miyabe
- Trollius dschungaricus Regel
- Trollius europaeus L.
- Trollius farreri Stapf
- Trollius gammieanus Stapf
- Trollius hybridus hort.
- Trollius ilmenensis Sipliv.
- Trollius ircuticus Sipliv.
- Trollius japonicus Miq.
- Trollius kansuensis (Brühl) S.M. Mukerjee
- Trollius komarovii Pachom.
- Trollius kurilensis Sipliv.
- Trollius kytmanovii Reverd.
- Trollius laxus Salisb.
- Trollius ledebourii Rchb.
- Trollius lilacinus Bunge
- Trollius macropetalus (Regel) F. Schmidt
- Trollius membranostylis Hultén
- Trollius micranthus Hand.-Mazz.
- Trollius miyabei Sipliv.
- Trollius napellifolius Roep.
- Trollius papavereus Schipcz.
- Trollius patulus Salisb.
- Trollius pulcher Makino
- Trollius pumilus D. Don
- Trollius ranunculinus (Sm.) Stearn
- Trollius ranunculoides Hemsl.
- Trollius riederianus Fisch. & C.A. Mey.
- Trollius sajanensis Sipliv.
- Trollius schipczinskyi Miyabe
- Trollius sibiricus Schipcz.
- Trollius sikkimensis Dorosz.
- Trollius stenopetalus Stapf
- Trollius taihasenzanensis Masam.
- Trollius tanguticus (Brühl) W.T. Wang
- Trollius tehkehensis W.T. Wang
- Trollius transsilvanicus Schur
- Trollius uncinatus Sipliv.
- Trollius uniflorus Sipliv.
- Trollius vaginatus Hand.-Mazz.
- Trollius vicarius Sipliv.
- Trollius yunnanensis (Franch.) Ulbr.